# Kopčevec
Kopčevec falu Horvátországban Zágráb megyében. Közigazgatásilag Dugo Selóhoz tartozik.

## Fekvése
Zágrábtól 18 km-re keletre, községközpontjától 1 km-re délnyugatra, a zágráb-dugo seloi vasútvonaltól északra fekszik.

## Története
Földrajzi fekvésének köszönhetően története szorosan kapcsolódik a szomszédos Dugo Selo történetéhez. A bozsjákói uradalom részeként a Zrínyiek, majd a Draskovichok birtoka volt. Nevét általában egy "kopčati" nevű pásztorjátékból magyarázzák. A 16. században "Kopchewecz, Kopchewcz, Kolchewcz" alakban említik a bozsjákói uradalom praediumaként. A század közepén Szprechki Mátyásnak volt itt birtoka. 1608-ban a Zrínyiek 600 forintért Despotovich Jánosnak zálogosították el. Fia 1653-ban birtokát növelve Zrínyi Pétertől még tíz jobbágyportát vásárolt. Birtokát a család a Draskovichok uralma idején is megtartotta. A falut 1669-ben "Kopchenczi" néven említi az egyházi vizitáció.
A határában levő erdőben egykor egy Szent Flórián és Sebestyén vértanúk tiszteletére szentelt kápolna állt, melyben rablók telepedtek meg. Amikor a nép a zágrábi vásárra tartott megtámadták és elvették értékeit. A rablókat elűzték, a kápolnát pedig lerombolták. A 18. század elején a Skerlecz családnak is volt itt birtoka.
A falunak 1857-ben 92, 1910-ben 144 lakosa volt. Trianonig Zágráb vármegye Dugoseloi járásához tartozott. Az 1960-as években Dugo Selo városiasodásával Kopčevec is rohamosan kezdett fejlődni. A lakosság száma az 1970-es évekre megduplázódott, végül már ennek is háromszorosára nőtt. 2001-ben 624 lakosa volt. Jellemző, hogy lakóinak legnagyobb része fiatal, vagy középkorú, az idősek száma mindössze 11,5%.

## Lakosság
| Lakosság változása | Lakosság változása | Lakosság változása | Lakosság változása | Lakosság változása | Lakosság változása | Lakosság változása | Lakosság változása | Lakosság változása | Lakosság változása | Lakosság változása | Lakosság változása | Lakosság változása | Lakosság változása | Lakosság változása |
| ------------------ | ------------------ | ------------------ | ------------------ | ------------------ | ------------------ | ------------------ | ------------------ | ------------------ | ------------------ | ------------------ | ------------------ | ------------------ | ------------------ | ------------------ |
| 1857               | 1869               | 1880               | 1890               | 1900               | 1910               | 1921               | 1931               | 1948               | 1953               | 1961               | 1971               | 1981               | 1991               | 2001               |
| 92                 | 84                 | 81                 | 107                | 124                | 144                | 142                | 131                | 117                | 137                | 189                | 226                | 280                | 351                | 624                |

## Külső hivatkozások
- Dugo Selo város hivatalos oldala
- Dugo Selo oldala
- Dugo Selo információs portálja